# 2010년 동계 올림픽 알제리 선수단
2010년 동계 올림픽 알제리 선수단은 캐나다 밴쿠버에서 개최된 2010년 동계 올림픽에 참가한 올림픽 알제리 선수단이다.

## 크로스컨트리
| 선수             | 종목      | 결과    | 결과     | 결과 |
| 선수             | 종목      | 시간    | 부족시간 | 순위 |
| ---------------- | --------- | ------- | -------- | ---- |
| 메디-셀림 켈리피 | 15km 프리 | 41:38.5 | 8:02.2   | 84   |

## 참고 자료
- “2010년 밴쿠버 올림픽 - 알제리”. 《CTV》. 2010년 1월 20일에 확인함.
- (영어) “Algeria at the 2010 Vancouver Winter Games”. SR/Olympic Sports. 2012년 12월 17일에 원본 문서에서 보존된 문서. 2011년 10월 6일에 확인함.